# Етон (митологија)
Етон (лат. Aethon) је у грчкој митологији било име више бића.

## Митологија
- Један од Актеонових паса, кога помиње Хигин.[1]
- Имена коња, које су имали Хектор, Палант, савезник Енеје у Италији, као и Хелије, а чије име значи „горући“.[2]
- Отац Хиперместре, која је променила пол у мушки како би се вратила свом оцу. Као жена, била је проститутка.[3]
- Име Кавкаског орла.[4]